# Colline de Chaillot
 (décembre 2018).
Pour les articles homonymes, voir Chaillot.

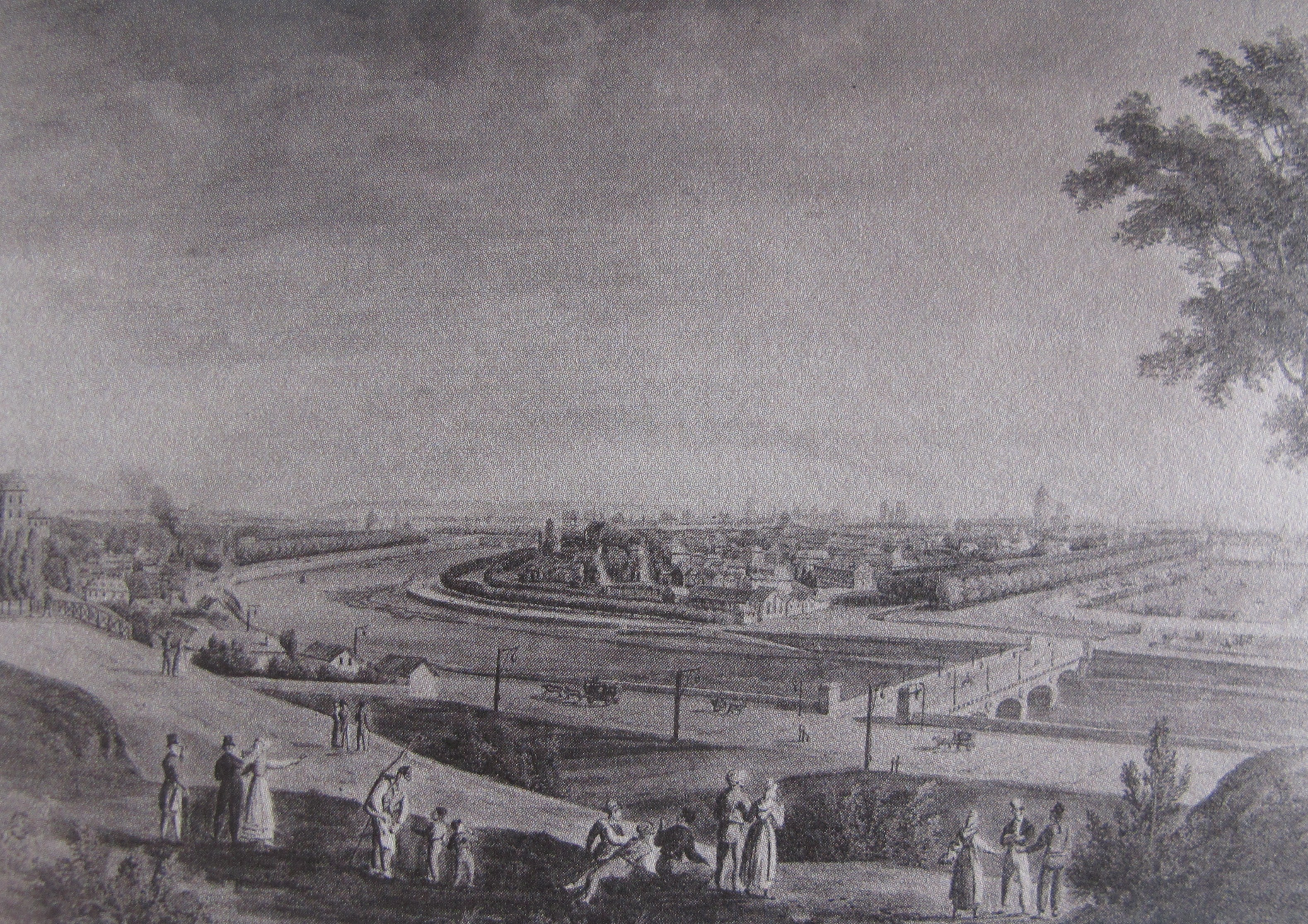
Vue de la Rive gauche depuis la colline de Chaillot, au début du XIXe siècle.

La colline de Chaillot est située à Paris, pour sa plus grande partie dans le 16e arrondissement. Sa partie centrale, située place du Trocadéro et dominant les jardins du Trocadéro, est occupée successivement par le château de Chaillot, le couvent des Visitandines de Chaillot détruit en 1794, le palais du Trocadéro (1878-1935) puis par le palais de Chaillot (depuis 1935).

## Situation

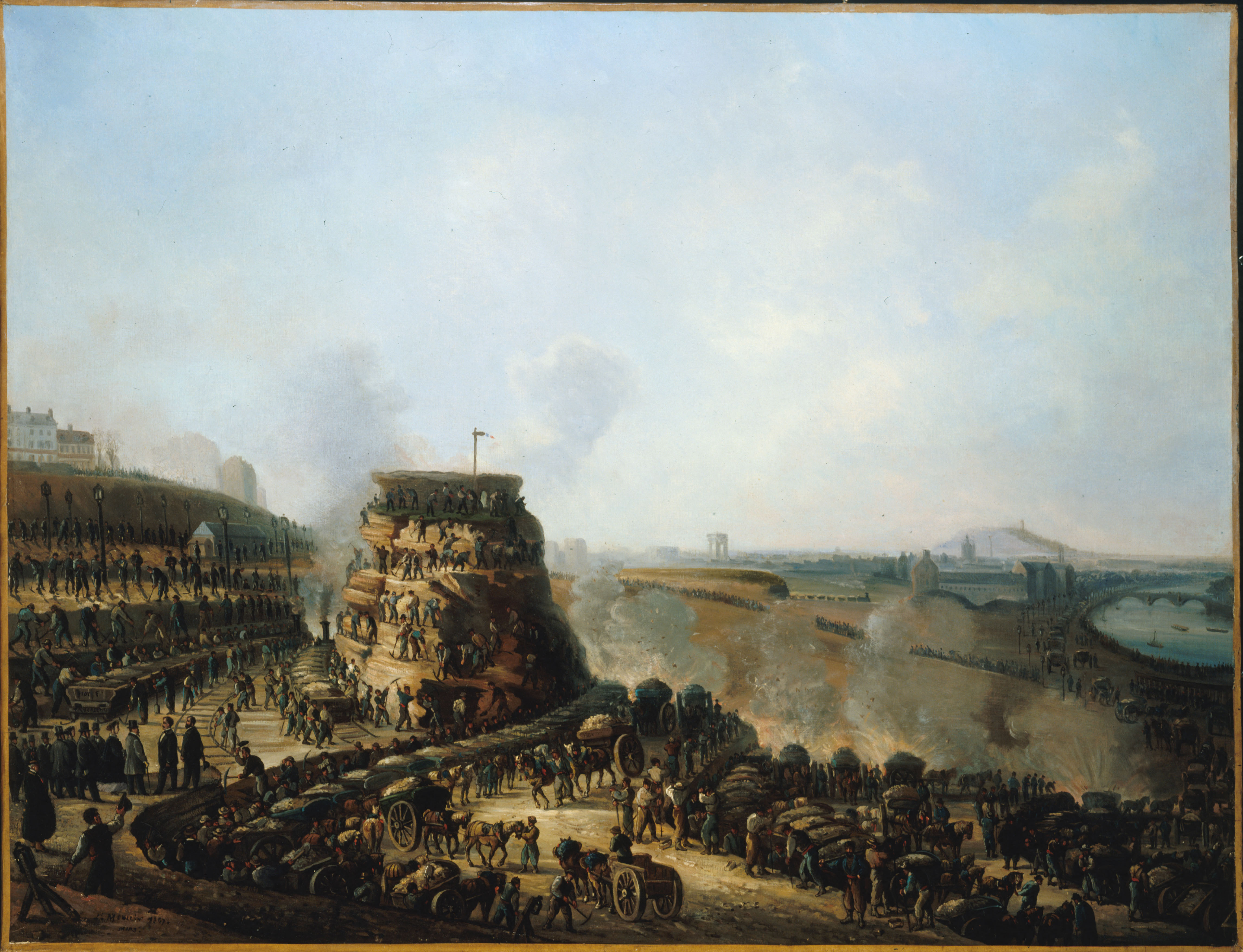
Visite de l'empereur Napoléon III et de l'impératrice Eugénie sur le chantier des travaux d'arasement de la colline de Chaillot en 1867, musée Carnavalet.

Comprise au sens large, la colline de Chaillot est l'ensemble des hauteurs formées géologiquement par l'érosion de la Seine dominant le fleuve d'une vingtaine de mètres sur 3 km, du haut des Champs-Élysées (autour de l'ancienne butte de l'Étoile) jusqu'à la rue du Ranelagh. La colline est proche de la Seine à Passy, rue Raynouard et rue Franklin jusqu'à la place du Trocadéro puis s'en écarte au nord de cette place jusqu'aux Champs-Élysées et au quartier des Ternes. Dans cette partie nord à Chaillot jusqu'autour de la place de l'Étoile, la ligne de hauteurs domine le cours préhistorique de la Seine, qui était un fleuve très large suivant approximativement la rue Marbeuf et la rue du Colisée et rejoignait son cours actuel à l'emplacement de la place de l'Alma. La colline a son extrémité sud au niveau de la rue du Ranelagh, au-delà de laquelle l'intérieur du méandre de Boulogne est une zone alluviale.
À l'ouest de sa ligne de crête, la colline descend en pente douce vers le bois de Boulogne sur une largeur moyenne de l'ordre de 1,5 km.
Ses points culminants au cimetière de Passy à une altitude de 70 mètres où était situé un moulin jusqu'au début du XIXe siècle, 58 mètres, la place de l'Étoile à 63 mètres avant l'arasement de la butte d'environ 3 mètres, la place Victor-Hugo à (59 mètres, rue Galilée à 61 mètres dominent les voies en bord de Seine à 32 mètres, le niveau moyen du fleuve étant à 28 mètres.
Telle qu'elle est le plus couramment perçue, notamment par les touristes, la colline de Chaillot se limite à la place du Trocadéro et à ses abords avec le palais de Chaillot, dominant les jardins du Trocadéro et son point de vue du parvis des droits de l'homme sur la tour Eiffel et le Champ-de-Mars.

## Géologie
Les couches successives de la colline sont constituées de craie blanche, d'argile, de calcaire grossier, de marnes, de gypse, de glaise verte, de sable de Fontainebleau et de terre arable.
Ces ressources ont été exploitées, principalement pour les besoins locaux, l'argile pour les tuiles, les briques, les poteries, le gypse pour le plâtre, le calcaire pour la pierre à bâtir. La rue Nicolo, dont l'ancien nom était rue des Carrières, conduisait à des exploitations au-dessus du village de Passy dont l'impasse des carrières conserve le souvenir.
Sur 267 voies du 16e arrondissement, 104 sont établies en totalité sur d'anciennes carrières, 35 partiellement.

## Historique
Dès la fin du Moyen Âge, des élites parisiennes font de la colline un lieu de plaisance, jusqu'à son urbanisation intensive à la fin du XIXe siècle. Napoléon Ier songeait à y faire bâtir un palais gigantesque en l'honneur de son fils, le palais du Roi de Rome. La chute du Premier Empire trois ans après la naissance de l'héritier du trône empêchera la réalisation de ce projet pharaonique.
La partie nord de la colline, y compris l'espace de l'actuelle place du Trocadéro, faisait partie du village de Chaillot, intégré à la ville de Paris dès 1659. Sa partie sud, sur le territoire de l'ancienne commune de Passy,  est annexée à la capitale par l'extension de 1860.
La colline s'étend de la lisière des quartiers des Ternes et du faubourg du Roule au nord, jusqu'au quartier de la Muette au sud, par les quartiers de Chaillot et de la Porte-Dauphine au centre. Ces quartiers administratifs délimités en 1860 deviennent parmi les plus « bourgeois » de la capitale.

## Galerie de photos

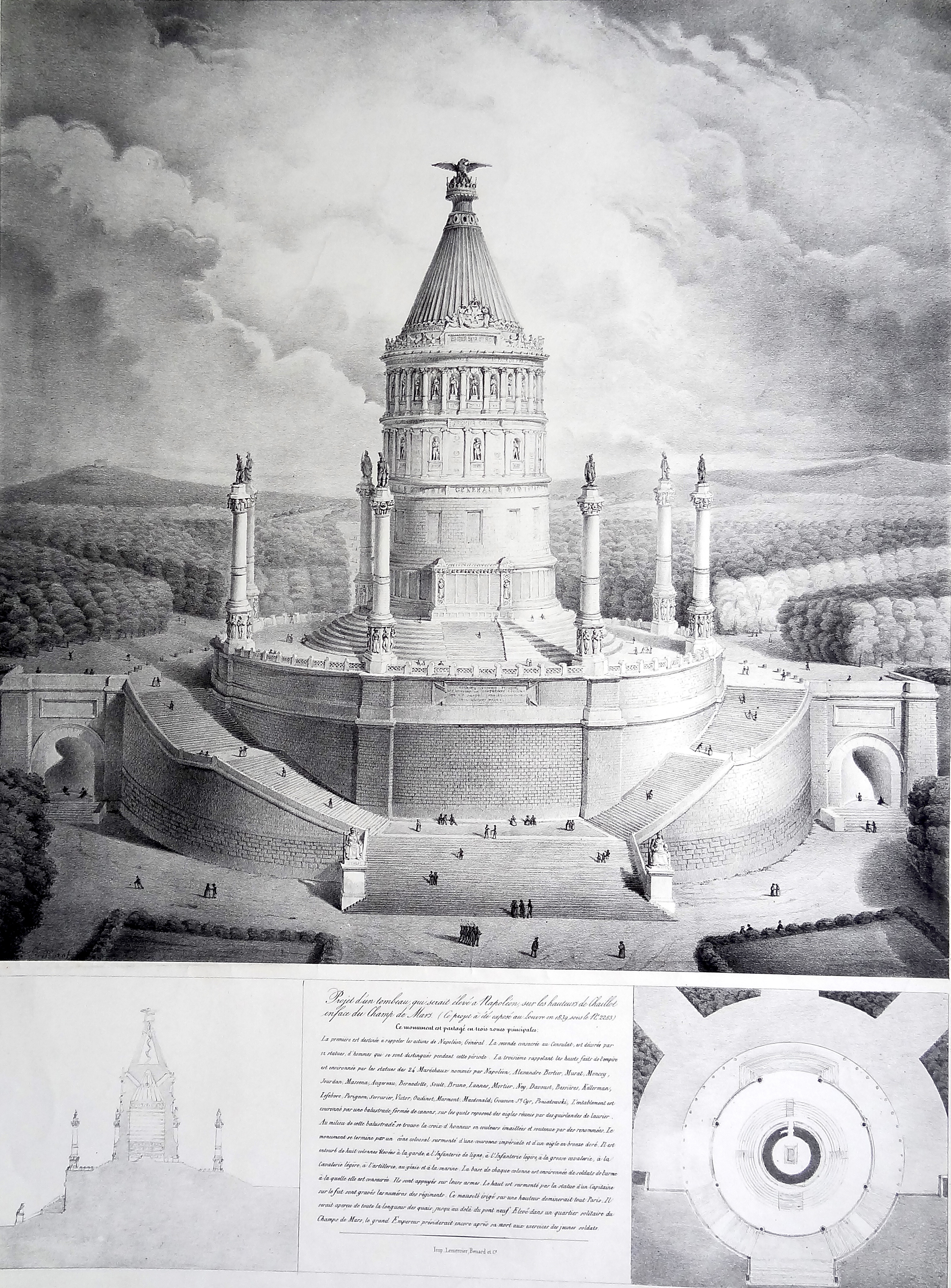
Projet en 1839 d'un tombeau qui serait élevé à Napoléon sur les hauteurs de Chaillot.
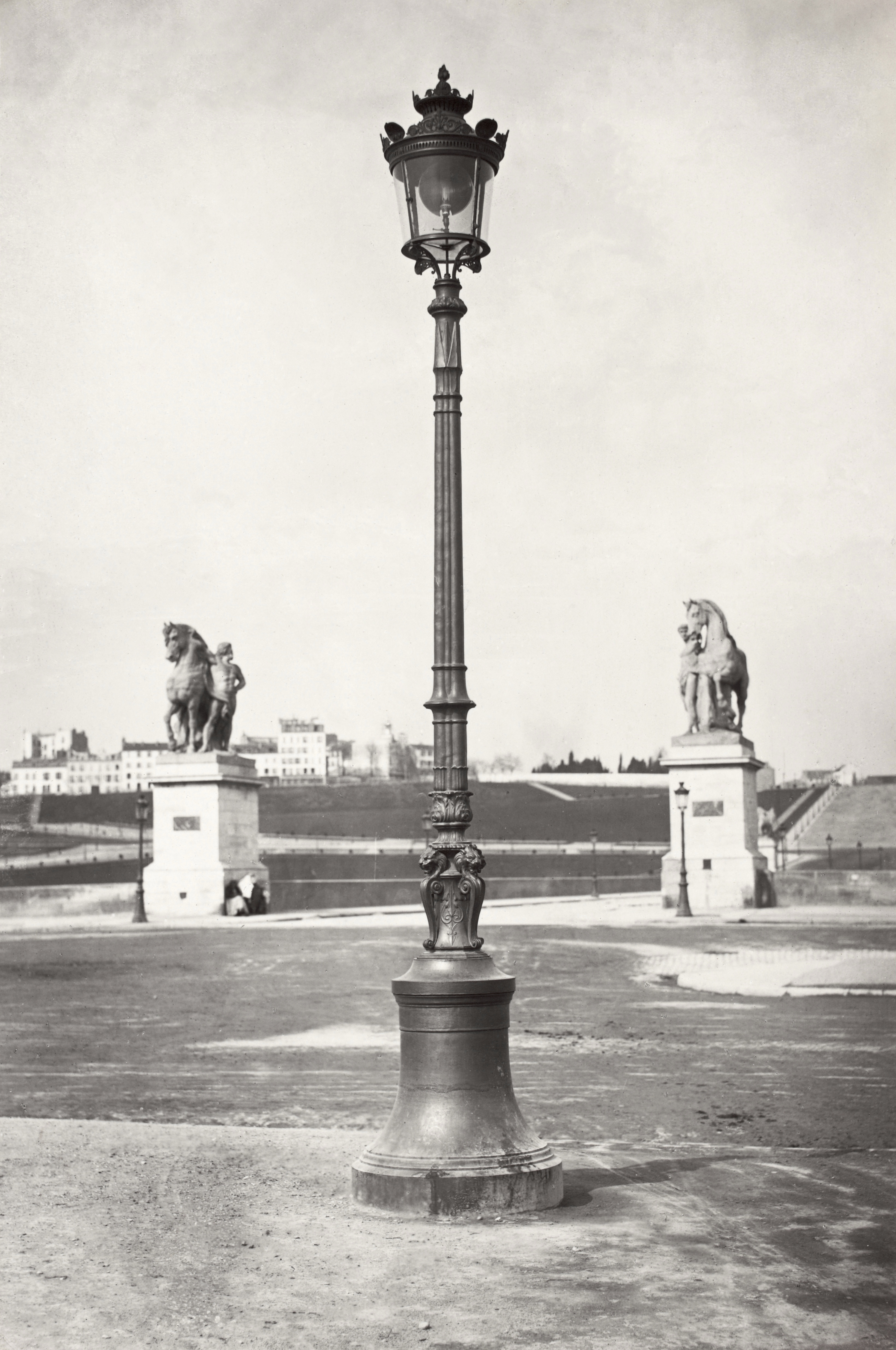
En 1878, la colline de Chaillot n'est pas encore occupée par le palais du Trocadéro.
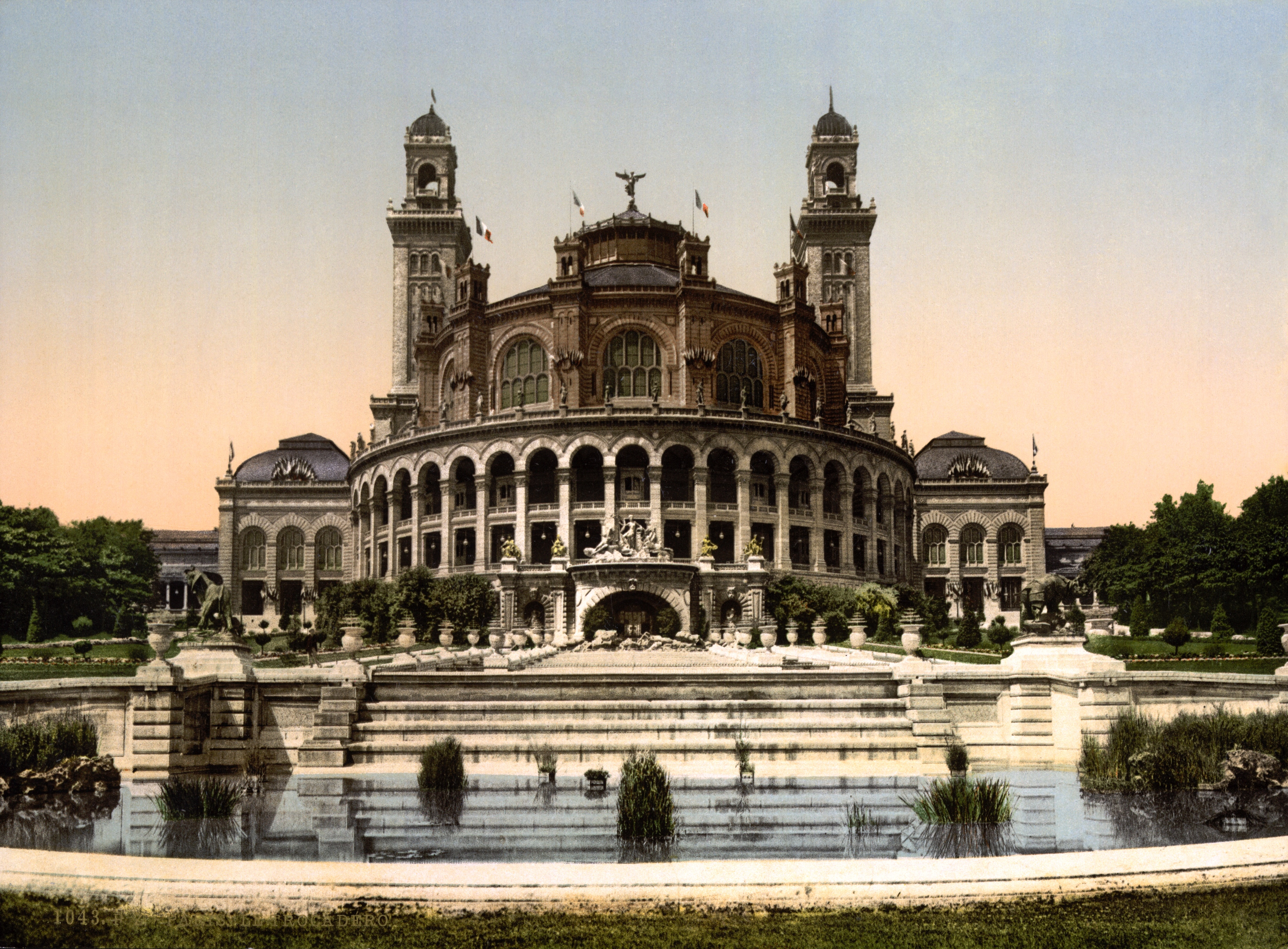
Le palais du Trocadéro.
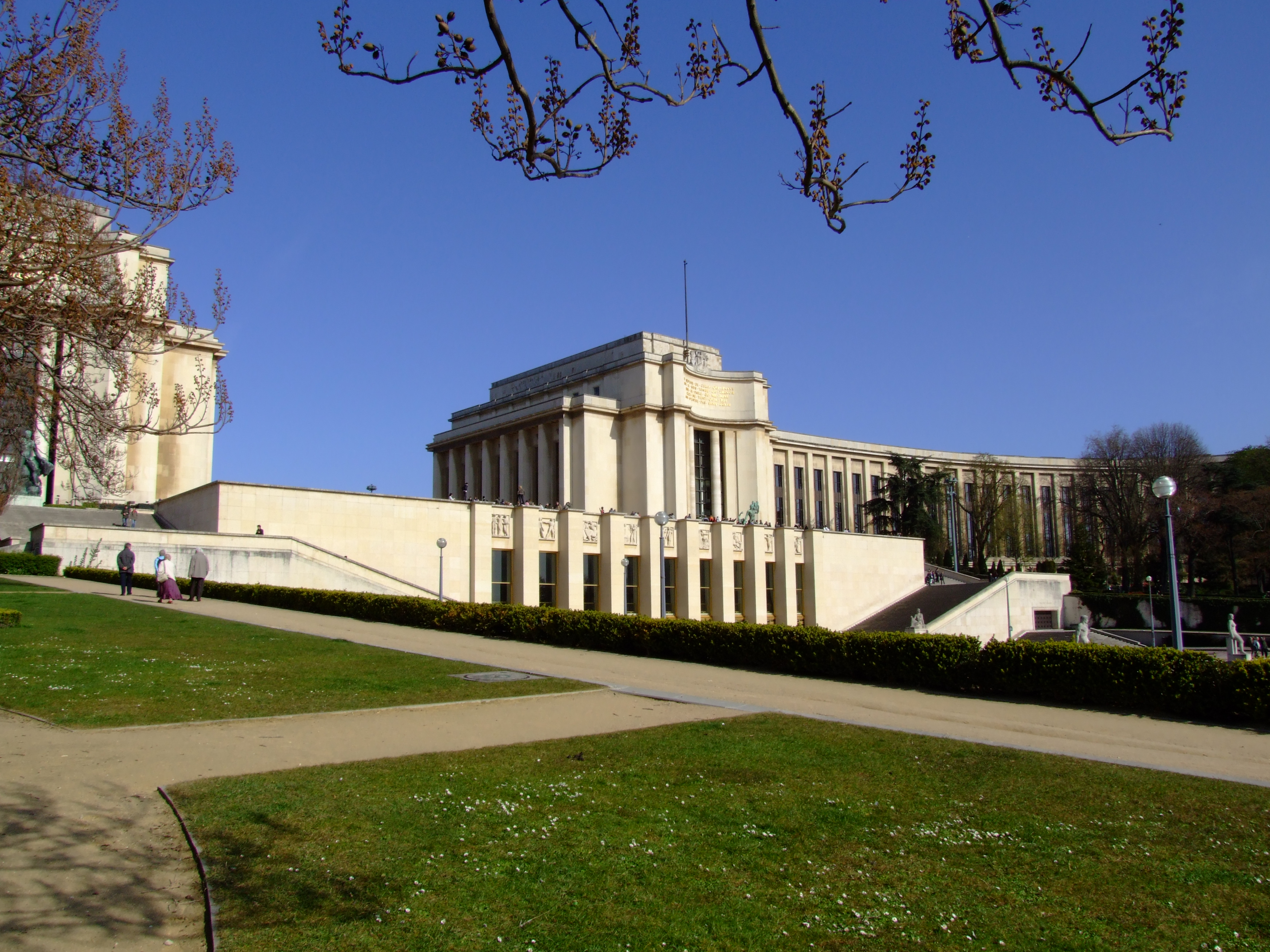
Le palais de Chaillot.